# Elitserien i innebandy för herrar 2006/2007
Elitserien i innebandy för herrar 2006/2007 spelades 3 oktober 2006-11 mars 2007. De åtta bäst placerade lagen gick vidare till SM-slutspelet, där man själv fick välja motståndare (först att välja var de som slutade etta, därefter tvåan och så vidare). Lag 11 fick gå till Kvalserien till Elitserien 2007/2008. Lag 12 flyttades ner. Pixbo vann serien före de regerande mästarna AIK.
I slutspelet stod Caperio/Täby FC för en stor skräll då man slog ut de regerande mästarna och serietvåan AIK i kvartsfinalen. I den sedan efterföljande semifinalen chockade man förra årets SM-tvåa Pixbo genom att även slå ut dem och därmed avancera till SM-finalen där de mötte Warbergs IC 85 som hade slagit FC Helsingborg och sedan Storvreta IBK. Warbergs IC 85 vann SM-finalen med 5-3.
Poängsystemet var sådant att man fick tre poäng för vinst. Blev det oavgjort vid full ordinarie speltid fick båda lagen en poäng och matchen gick till sudden death. Om matchen avgjordes i sudden death fick det vinnande laget ytterligare en poäng, det vill säga totalt två poäng. Förlorade man matchen i ordinarie speltid fick man noll poäng.

## Slutställning
Nr = Placering, S = Spelade, V = Vinster, O = Oavgjorda, F = Förluster, VÖ = Vinster på övertid, GM - IM = Gjorda mål - Insläppta mål, MSK = Målskillnad, P = Poäng
|  |                             |
|  | Till slutspel               |
|  | Till nedflyttningskval      |
|  | Nedflyttade till Division 1 |

Pixbo, AIK, Warberg, Storvreta, Dalen, Täby, Helsingborg och Balrog gick vidare till slutspelet. Järfälla gick till kvalserien till Elitserien i innebandy för herrar 2007/2008 medan Älvstranden flyttades ner till division 1.

## Slutspel
Slutspelet började den 15 mars 2007 och avslutas med SM-finalen i Globen den 21 april 2007. Åtta lag deltar i slutspelet 2006/2007 och dessa är de åtta bästa från grundserien samma säsong.  Matcherna i kvartsfinalerna och semifinalerna spelas bäst av fem matcher, det vill säga först den till tre vinster medan finalen endast består av en match.
De tre bästa lagen fick möjligheten att välja motståndare inför kvartsfinalen och de fyra bästa får en extra hemmamatch som bonus. Vinnaren av grundserien, Pixbo, valde åttan Balrog och tvåan i grundserien, AIK, valde sexan Täby och Warbergs IC 85 valde sjuan Helsingborg. Detta gjorde så att den fjärde kvartsfinalen blev mellan fyran Storvreta och femman Dalen.
Poängsystemet är också annorlunda jämfört med grundserien. Istället för att matchen slutar efter sudden death så går matchen till straffar då matchen måste avgöras. Målskillnad spelar ingen roll för utgången av matchserien.
I kvartsfinalserien mellan AIK och Täby blev det en riktig skräll. De regerande mästerna AIK förlorade med 3-1 i matcher mot Täby, som gör sitt första slutspel någonsin och som slutade sexa i grundserien. Noterbart är att Täby inte vann någon match efter full ordinarie tid.
Efter att Täby, Pixbo, Warberg och Storvreta gått vidare fick den bästa placerade i serien, Pixbo, välja vilket lag de ville möta i semifinal. Föga överraskande valde de skrällaget Täby, vilket lämnar Warberg och Storvreta i den andra semifinalen. Men efter att semifinalerna hade spelats visade det sig att Pixbo valt fel lag - som en av de största innebandy någonsin så går Täby vidare till final efter 3-2 i matcher. I den andra semifinalen går Warberg vidare, vilket gör så att Storvreta fortfarande inte har spelat en enda SM-final.

### Kvartsfinaler

#### AIK-Täby
|  | 15 mars 2007 19:00 CET | AIK                                                                           | 5–6 (SD) | Caperio/Täby FC                                                               | Solnahallen, Solna kommun Publik: 1127 Domare: Mike Bengtsson och Martin Polverari |  |
|  |                        | Fischerström (16:56) Jihde (28:43) Vesterlund (32:49) Karlsson (52:22, 57:20) |          | Rappel (03:10) Hyvärinen (08:36, 29:09) Sundbom (40:03, 48:07) Edlund (61:40) |                                                                                    |  |
|  |                        |                                                                               |          |                                                                               |                                                                                    |  |
|  |                        |                                                                               |          |                                                                               |                                                                                    |  |

|  | 19 mars 2007 19:00 CET | Caperio/Täby FC                            | 4–3 (SD) | AIK                                     | Tibblehallen, Täby kommun Publik: 1524 Domare: Mike Bengtsson och Martin Polverari |  |
|  |                        | Sundbom (04:03) Måwe (31:17, 47:14, 60:21) |          | Ericson (13:04) Karlsson (20:55, 52:35) |                                                                                    |  |
|  |                        |                                            |          |                                         |                                                                                    |  |
|  |                        |                                            |          |                                         |                                                                                    |  |

|  | 22 mars 2007 19:00 CET | AIK                                                                                             | 8–6 | Caperio/Täby FC                                                              | Solnahallen, Solna kommun Publik: 1692 Domare: Mike Bengtsson och Martin Polverari |  |
|  |                        | Carlsson (04:37, 18:05, 26:53) Karlsson (12:29, 27:18) Norman (19:07, 57:09) Vesterlund (53:50) |     | Hagberg (06:18) Sundbom (33:14) Hyvärinen (33:54, 38:42) Måwe (39:52, 41:26) |                                                                                    |  |
|  |                        |                                                                                                 |     |                                                                              |                                                                                    |  |
|  |                        |                                                                                                 |     |                                                                              |                                                                                    |  |

|  | 26 mars 2007 19:00 CEST | Caperio/Täby FC                                                                        | 4–3 (Straffar) | AIK                                      | Tibblehallen, Täby kommun Publik: 1541 Domare: Mike Bengtsson och Martin Polverari |  |
|  |                         | Hyvärinen (03:55) Walldén (06:12) Lundqvist (12:10) Täby vann straffläggningen med 3-2 |                | Carlsson (01:54, 40:57) Karlsson (49:00) |                                                                                    |  |
|  |                         |                                                                                        |                |                                          |                                                                                    |  |
|  |                         |                                                                                        |                |                                          |                                                                                    |  |

Caperio/Täby FC vidare efter 3-1 i matcher.

#### Storvreta-Dalen
|  | 15 mars 2007 19:00 CET | Storvreta IBK | 2–1 (straffar) | IBK Dalen | Fyrishov, Uppsala Publik: 1161 |  |
|  |                        |               |                |           |                                |  |
|  |                        |               |                |           |                                |  |
|  |                        |               |                |           |                                |  |

|  | 18 mars 2007 16:00 CET | IBK Dalen | 4–6 | Storvreta IBK | Gammliahallen, Umeå Publik: 1840 |  |
|  |                        |           |     |               |                                  |  |
|  |                        |           |     |               |                                  |  |
|  |                        |           |     |               |                                  |  |

|  | 22 mars 2007 19:00 CET | Storvreta IBK | 6–9 | IBK Dalen | Fyrishov, Uppsala Publik: 2137 |  |
|  |                        |               |     |           |                                |  |
|  |                        |               |     |           |                                |  |
|  |                        |               |     |           |                                |  |

|  | 25 mars 2007 19:00 CEST | IBK Dalen | 4–5 (SD) | Storvreta IBK | Gammliahallen, Umeå Publik: 1968 |  |
|  |                         |           |          |               |                                  |  |
|  |                         |           |          |               |                                  |  |
|  |                         |           |          |               |                                  |  |

- Storvreta IBK slår ut IBK Dalen med 3-1 i matcher och går vidare till semifinal.

#### Pixbo-Balrog
|  | 15 mars 2007 19:00 CET | Pixbo Wallenstam IBK | 5–10 | Balrog B/S IK | Lisebergshallen, Göteborg Publik: 527 |  |
|  |                        |                      |      |               |                                       |  |
|  |                        |                      |      |               |                                       |  |
|  |                        |                      |      |               |                                       |  |

|  | 19 mars 2007 19:00 CET | Balrog B/S IK | 3–4 | Pixbo Wallenstam IBK | Botkyrkahallen, Hallunda Publik: 1047 |  |
|  |                        |               |     |                      |                                       |  |
|  |                        |               |     |                      |                                       |  |
|  |                        |               |     |                      |                                       |  |

|  | 22 mars 2007 19:00 CET | Pixbo Wallenstam IBK | 9–3 | Balrog B/S IK | Lisebergshallen, Göteborg Publik: 927 |  |
|  |                        |                      |     |               |                                       |  |
|  |                        |                      |     |               |                                       |  |
|  |                        |                      |     |               |                                       |  |

|  | 26 mars 2007 19:00 CET | Balrog B/S IK | 5–12 | Pixbo Wallenstam IBK | Botkyrkahallen, Hallunda Publik: 848 |  |
|  |                        |               |      |                      |                                      |  |
|  |                        |               |      |                      |                                      |  |
|  |                        |               |      |                      |                                      |  |

- Pixbo Wallenstam IBK slår ut Balrog B/S IK med 3-1 i matcher och går vidare till semifinal.

#### Warberg-Helsingborg
|  | 15 mars 2007 19:00 CET | Warbergs IC 85 | 3–6 | FC Helsingborg | Sparbankshallen, Varberg Publik: 1312 |  |
|  |                        |                |     |                |                                       |  |
|  |                        |                |     |                |                                       |  |
|  |                        |                |     |                |                                       |  |

|  | 19 mars 2007 19:00 CET | FC Helsingborg | 2–8 | Warbergs IC 85 | Idrottens Hus, Idrottens hus Publik: 2119 |  |
|  |                        |                |     |                |                                           |  |
|  |                        |                |     |                |                                           |  |
|  |                        |                |     |                |                                           |  |

|  | 22 mars 2007 19:00 CET | Warbergs IC 85 | 6–8 | FC Helsingborg | Sparbankshallen, Varberg Publik: 1714 |  |
|  |                        |                |     |                |                                       |  |
|  |                        |                |     |                |                                       |  |
|  |                        |                |     |                |                                       |  |

|  | 26 mars 2007 19:00 CET | FC Helsingborg | 4–9 | Warbergs IC 85 | Idrottens Hus, Idrottens hus Publik: 2068 |  |
|  |                        |                |     |                |                                           |  |
|  |                        |                |     |                |                                           |  |
|  |                        |                |     |                |                                           |  |

|  | 29 mars 2007 19:00 CET | Warbergs IC 85 | 8–5 | FC Helsingborg | Sparbankshallen, Varberg Publik: 2008 |  |
|  |                        |                |     |                |                                       |  |
|  |                        |                |     |                |                                       |  |
|  |                        |                |     |                |                                       |  |

- Warbergs IC 85 slår ut FC Helsingborg med 3-2 i matcher och går vidare till semifinal.

### Semifinaler

#### Pixbo-Täby
|  | 1 april 2007 17:00 CEST | Pixbo Wallenstam IBK | 4–2 | Caperio/Täby FC | Lisebergshallen, Göteborg Publik: 683 |  |
|  |                         |                      |     |                 |                                       |  |
|  |                         |                      |     |                 |                                       |  |
|  |                         |                      |     |                 |                                       |  |

|  | 5 april 2007 19:00 CEST | Caperio/Täby FC | 8–7 (SD) | Pixbo Wallenstam | Tibblehallen, Täby kommun Publik: 1110 |  |
|  |                         |                 |          |                  |                                        |  |
|  |                         |                 |          |                  |                                        |  |
|  |                         |                 |          |                  |                                        |  |

|  | 9 april 2007 17:00 CEST | Pixbo Wallenstam IBK | 10–9 (SD) | Caperio/Täby FC | Lisebergshallen, Göteborg Publik: 947 |  |
|  |                         |                      |           |                 |                                       |  |
|  |                         |                      |           |                 |                                       |  |
|  |                         |                      |           |                 |                                       |  |

|  | 12 april 2007 19:00 CEST | Caperio/Täby FC | 4–3 (Straffar) | Pixbo Wallenstam | Tibblehallen, Täby kommun Publik: |  |
|  |                          |                 |                |                  |                                   |  |
|  |                          |                 |                |                  |                                   |  |
|  |                          |                 |                |                  |                                   |  |

|  | 15 april 2007 17:00 CEST | Pixbo Wallenstam IBK | 3–5 | Caperio/Täby FC | Lisebergshallen, Göteborg Publik: 1416 |  |
|  |                          |                      |     |                 |                                        |  |
|  |                          |                      |     |                 |                                        |  |
|  |                          |                      |     |                 |                                        |  |

- Caperio/Täby FC vidare till final.

#### Warberg-Storvreta
|  | 2 april 2007 19:00 CEST | Warbergs IC 85 | 6–4 | Storvreta IBK | Sparbankshallen, Varberg Publik: 1467 |  |
|  |                         |                |     |               |                                       |  |
|  |                         |                |     |               |                                       |  |
|  |                         |                |     |               |                                       |  |

|  | 5 april 2007 19:00 CEST | Storvreta IBK | 4–3 (SD) | Warbergs IC 85 | Fyrishov, Uppsala Publik: 2107 |  |
|  |                         |               |          |                |                                |  |
|  |                         |               |          |                |                                |  |
|  |                         |               |          |                |                                |  |

|  | 9 april 2007 17:00 CEST | Warbergs IC 85 | 5–6 | Storvreta IBK | Sparbankshallen, Varberg Publik: 2113 |  |
|  |                         |                |     |               |                                       |  |
|  |                         |                |     |               |                                       |  |
|  |                         |                |     |               |                                       |  |

|  | 12 april 2007 19:00 CEST | Storvreta IBK | 3–4 | Warbergs IC 85 | Fyrishov, Uppsala Publik: 2580 |  |
|  |                          |               |     |                |                                |  |
|  |                          |               |     |                |                                |  |
|  |                          |               |     |                |                                |  |

|  | 15 april 2007 17:00 CEST | Warbergs IC 85 | 5–4 | Storvreta IBK | Sparbankshallen, Varberg Publik: 2216 |  |
|  |                          |                |     |               |                                       |  |
|  |                          |                |     |               |                                       |  |
|  |                          |                |     |               |                                       |  |

- Warbergs IC 85 vidare till final.

### SM-finalen
SM-finalen i innebandy 2006/2007 spelades i Globen den 21 april 2007. Detta blev tredje säsongen i rad som finalen spelades i Globen. De båda förra gångerna var publiksiffran långt över 10 000 åskådare, och herrfinalen 2007 beskådades av 14 344 åskådare.
De två finallagen var Caperio/Täby FC, som hade slagit ut mästarna från 2005/2006 AIK och finalisterna från samma säsong Pixbo Wallenstam IBK, och så Warbergs IC 85, som hade slagit ut FC Helsingborg och Storvreta IBK. Finalen vanns av Warberg med 5-3.
|  | 21 april 2007 15:30 CEST | Warbergs IC 85 | 5–3 | Caperio/Täby FC | Globen, Stockholm Publik: 14344 |  |
|  |                          |                |     |                 |                                 |  |
|  |                          |                |     |                 |                                 |  |
|  |                          |                |     |                 |                                 |  |

## Kvalspel
Järfälla IBK spelade i kvalserien tillsammans med Gävle GIK, Färjestadens IBK och Västerås IBF. Järfälla gick upp tillsammans med Färjestaden. Västerås kom sist och Gävle trea.